# 台中市世界聯合保護動物協會
台中市世界聯合保護動物協會（英語：Taichung Universal Animal Protection Association），為台灣的非營利組織，由愛護動物權益人士於1994年3月13日成立，為登記於台灣台中市政府社會局的人民團體。

## 理念與工作
在「關懷動物、尊重生命」的理念與「戒殺止生」的宗旨推動之下，工作重點包括了：
1. 秉持人道精神，爭取街頭流浪動物生命尊嚴及生存權益。
2. 敦請政府重視保育，以尊重生命的態度對待失家動物。
3. 集合愛心人士力量，落實動物保護法，建立正確飼養觀念。
4. 教育宣導，以舉辦活動、演講或座談方式倡導「尊重生命」的觀念。
5. 提倡絕育手術，以「戒生止殺」的方式減少街頭流浪動物的數目。
6. 每週定點定期舉辦「給牠一個家！」流浪動物愛心認養活動。
7. 積極推動「不亂買、不亂養、不亂丟」的三不政策。
8. 接受民眾報案，急難救助。

## 歷屆理事長
| 任次   | 姓名           |
| ------ | -------------- |
| 第一屆 | 理事長：沈智慧 |
| 第二屆 | 理事長：楊興邦 |
| 第三屆 | 理事長：楊興邦 |
| 第四屆 | 理事長：楊玉珍 |
| 第五屆 | 理事長：林荀龍 |
| 第六屆 | 理事長：蘇平冲 |
| 第七屆 | 理事長：阮桃園 |
| 第八屆 | 理事長：蕭立俊 |
| 第九屆 | 理事長：高瑋怡 |
| 第十屆 | 理事長：邱秝紫 |

## 外部連結
- 台中市世界聯合保護動物協會 官方網頁（页面存档备份，存于）
- 台中市世界聯合保護動物協會的Facebook專頁
- YouTube上的【發現台灣生命力】台中市世界聯合保護動物協會 第1集